# Fülpösdaróc
Fülpösdaróc ist eine ungarische Gemeinde im Kreis Mátészalka im Komitat Szabolcs-Szatmár-Bereg.

## Geografische Lage
Fülpösdaróc liegt an einem toten Arm des Flusses Szamos, ungefähr 16 Kilometer östlich der Stadt Mátészalka.

## Sehenswürdigkeiten
- Aussichtsturm (Kilátótorony)
- Reformierte Kirche, erbaut 1752
- Römisch-katholische Kirche Szent István király
- Schloss Luby (Luby kastély)

## Verkehr
Fülpösdaróc ist nur über die Nebenstraße Nr. 41122 zu erreichen. Der nächstgelegene Bahnhof befindet sich vier Kilometer südwestlich in Győrtelek.